# Juan Rafael Chacón
Juan Rafael Chacón Solares (Heredia, 19 de abril de 1894 - 6 de junio de 1982) fue un escultor costarricense. Formado en los talleres de imaginería de su ciudad natal, es uno de los pioneros de la escultura laica en Costa Rica.  A la vez, renovó la imaginería nacional al enriquecer la estatuaria con rasgos expresionistas, cubistas o abstraccionistas. Este proceso de cambio del arte religioso al arte por el mero goce estético hicieron que en la actualidad se le considere uno de los artistas de más renombre en el campo de las artes plásticas costarricenses, iniciando con su arte un nuevo capítulo en la escultura costarricense. La obra de Chacón, por su vastedad, amplia temática y búsqueda expresiva, difícil de encasillar estéticamente y calificada de ecléctica, es una obra que vincula el realismo académico con las innovaciones contemporáneas que se comenzarán a gestar en la década de 1930, con el advenimiento de los escultores de la Nueva Sensibilidad, como Francisco Zúñiga y Juan Manuel Sánchez, gestando una identidad del arte escultórico costarricense. En 1962 se le otorgó el Premio Nacional Aquileo J. Echeverría de escultura, y en 1971, el Premio Nacional de Cultura Magón.

## Biografía
Nació en Heredia, hijo de Rafael Chacón y Pacífica Solares. Se crio en un hogar campesino. A los doce años fue aceptado en el taller del maestro imaginero José Zamora, del cual se independiza en 1910. Trabajó realizando bustos y desnudos como fuente de ingreso, hasta participar en su primera exposición en 1917, donde conoce al escultor Juan Ramón Bonilla, formado en la escuela italiana, quien, admirado por las cualidades estéticas del novel imaginero, gestiona una beca para que viaje a formarse a Europa, la cual se le otorga en 1919. Chacón se establece en Francia y se dedica a visitar museos y sitios de interés escultórico, debido a que la crisis económica posterior a la Primera Guerra Mundial mantiene cerradas las escuelas y academias de arte. En Francia entra en contacto con la influencia de los escultores franceses: Aristide Maillol, Augusto Rodin, François Rude, Jean Baptiste Carpeaux y Antoine Bourdelle.
En 1920 viaja a España, con el fin de reforzar su conocimiento como imaginero, e ingresa al taller del maestro José Arguyol. En Barcelona, su arte se ve influenciado por el anarquismo y la obra de Victorio Macho. En 1923 debe trabajar como cargador en un muelle de la ciudad, y a inicios del año siguiente vuelve a Costa Rica, donde continúa con sus estudios de forma autodidacta. En 1924, esculpe un busto de Simón Bolívar, que es fundido por el escultor y arquitecto catalán Luis Llach y luego colocado en el Parque Zoológico Simón Bolívar.
En marzo de 1927, contrajo matrimonio con Josefina Balmaceda Zamora y establece en Heredia un taller imaginero. En 1928 comienza a trabajar en el taller del maestro Manuel María Zúñiga, donde conoce a Francisco Zúñiga y Juan Manuel Sánchez, con quien cosecharía una gran amistad. En 1932, participó en la IV Exposición de Artes Plásticas, donde finalmente se da a conocer como artista al ganar la medalla de oro por su Maternidad. A partir de 1934 adquiere fama al participar en una exposición con motivo del bicentenario de la ciudad de Heredia, de modo que entre 1938 y 1939 es uno de los escultores que trabaja con el joyero francés Louis Feron en la escultura de los relieves del Salón Dorado del Aeropuerto El Coco (actual Museo de Arte Costarricense).
En 1942, con su participación y éxito en la exposición organizada por el Rolling College en la Galería Monse, en que es reconocido su talento como escultor y comienza a recibir encargos para que talle esculturas alejadas del tema religioso. Es a partir de este momento que empieza a esculpir la mayoría de los bustos de personajes reconocidos de Costa Rica.
En 1945, con el fallecimiento de su amigo Antonio Zelaya, elabora un busto en piedra porosa como homenaje. En 1946, tres días después de develar la obra, el escritor Fabián Dobles realiza una crítica muy positiva de la misma en el periódico La Tribuna. Este hecho marca un hito en la plástica costarricense, al romper la tradición de esculpir bustos únicamente en bronce. En 1947, es homenajeado por el monumento al Dr. Clodomiro Picado Twight y gana la medalla de oro en la Exposición organizada por el Club de Leones. En 1950, es uno de los participantes de la Semana del Artista Costarricense, que finalizará con la fundación de la Casa del Artista.
En 1962, se le otorga el Premio Nacional Aquileo J. Echeverría en la rama de escultura, por su obra Garabito. Ese mismo año fallece su esposa, luego de una larga enfermedad. En 1963, se le otorga un segundo premio de los Juegos Florales de la Asociación de Autores y la Editorial Costa Rica, por un busto del escritor Joaquín García Monge. En 1964 es declarado Hijo Predilecto de la ciudad de Heredia, y en 1971 se le otorga el Premio Nacional de Cultura Magón.
En 1976, a los 80 años, pierde por completo la vista, siendo su última obra Monumento a la Madre. Tres años después, sobrevive a un paro cardiorrespiratorio durante una retrospectiva de su vida y su obra en el Museo de Arte Costarricense.

## Fallecimiento
Finalmente, fallece a la edad de 88 años el 6 de junio de 1982, en Heredia.

## Obra
Con el trabajo me he ido formando. El arte es algo que se trae; se tiene, se cultiva después. La escultura es de oficio, de fuerza y de mente; pienso que hay que ser fuerte, con resistencia de espíritu. Por eso me gusta la escultura, porque así me hice yo.
Juan Rafael Chacón.

Juan Rafael Chacón se inició en el arte escultórico en los talleres de imaginería, en los cuales aprendió los principales cánones de academicismo: el respeto por la anatomía y las proporciones, el equilibrio de las formas, etc. Hasta su viaje a Europa, ejecuta poca obra profana: su arte se basa en la creación de gran cantidad de imágenes del santoral católico, que a la vez le servirán de sustento económico. En 1930, y ya en contacto con los artistas de la Nueva Sensibilidad (Francisco Zúñiga, Néstor Zeledón Varela, Juan Manuel Sánchez), y con el motivo de una de las exposiciones organizadas por el Diario de Costa Rica, participa con una escultura (Cabeza de indio, talla directa en piedra), iniciadora de un cambio estilístico. Para esculpir dicha obra, Chacón estudia las obras de Ernst Barlach, Käthe Kollwitz, Emiliano Barral, Victorio Macho e Ivan Meštrović, que le permiten enriquecer su conocimiento artístico. De esta forma, a partir de 1932, paulatinamente va substituyendo la escultura de arte religioso por la desnudos, figuras y maternidades, reemplazando el culto de los santos católicos por el de los héroes culturales, utilizando una concepción renacentista. La obra de los jóvenes escultores de la Nueva Sensibilidad se distinguió porque manifestó otra manera de hacer, concebir y ver el arte, promoviendo la búsqueda de un arte auténticamente costarricense. A partir de este momento, Juan Rafael rompe con los estereotipos establecidos e inicia la talla directa en piedra y madera, inspirado en conceptos muy personales.
Chacón posee una vasta obra escultórica. En su escultura profana, produjo una gran cantidad de desnudos y le prestó mucha atención al tema de la maternidad, además de producir gran cantidad de miniaturas. En lo que se refiere a la figura humana, su arte se caracterizó por la escultura de la forma femenina en forma de cuerpos alargados, en la posición de pie y descansando el cuerpo sobre uno de los pies. La talla muestra gran equilibrio natural, con las extremidades superiores insinuando movimientos femeninos y reposados. Los rostros son generalmente dulces, sin gestos violentos y miran hacia abajo. Según Ferrero, sus desnudos, generalmente de pie, por su belleza serena y el maduro tratamiento de la figura, se identifican más con el arte clásico que con la expresividad de Rodin y el erotismo romántico. Son notorias en estos desnudos la solidez de la carne y la figura gentil de las curvas. En el caso de las maternidades, son representadas de pie, desnudas, inclinándose sobre el niño o acunándolo en los brazos, con gesto dulce. En 1977, se emitió un sello postal que reproduce su obra Gravidez (1965, talla directa en madera, 65 cm de alto) una de sus maternidades más famosas. En su destacada obra Leona (1975, madera, talla directa, 63 cm de altura), el gesto de la madre se torna dramático, de gran fuerza expresiva: la escultura está basada en una anécdota del artista, cuando observó, en 1945, a una madre pelear con unos policías para evitar que le arrebataran a su hijo. En este mismo contexto, resalta una de sus obras más celebradas: Desesperada (1943, talla directa en madera, 39 x 11 x 13 cm).
En lo que se refiere a su gran cantidad de obra religiosa, Chacón desde sus inicios impuso su propio estilo, apartándose de la iconografía religiosa tradicional. Aplica la simplificación de las formas, eliminando los pliegues en los ropajes, creando imágenes en movimiento. A menudo elimina la policromía, imponiendo el color natural de la madera (Cristo, talla directa en madera, 1960, 114 x 69 cm). Sus nacimientos son pequeños y preciosistas, a veces conformados por figuras independientes y en otras formando parte de un mismo conjunto. Generalmente, representa al niño con dulce rostro y a la Virgen llena de amor y ternura, con pechos firmes que alimentan, muy alejado de la iconografía tradicional. Las imágenes de Cristo crucificado son estilizadas en movimiento y denotan gran tranquilidad de espíritu.
Juan Rafael Chacón también se destacó por la representación de personajes históricos: el libertador de América Simón Bolívar (bronce), el rey indígena costarricense Garabito (granito), Hamlet, Fausto, Mefistófeles, etc. La obra de Chacón se centró en el hombre como tema. Elaboró varios retratos: Juan Manuel Sánchez (madera, 30 x 22 x 24 cm), una de sus esculturas mejor logradas; Fabián Dobles (1970, madera, 16 x 19), miniatura donde representa el busto de escritor tocando el piano; Clodomiro Picado (1944, 140 cm de alto, granito) en actitud reflexiva; la escritora Carmen Lyra, bustos de niños, autorretratos donde se representa a sí mismo esculpiendo, etc. En los retratos de Chacón hay un sano realismo como un reflejo del alma de los retratados. Sus cabezas son lenguaje vivo, pues cristalizan arte y elocuencia. Las fisonomías de los retratados parecen hablar, como dice el pueblo, porque el artista dispuso de toda la gama de emoción y expresión.
Parte muy importante de la obra de Chacón son sus representaciones de la vida campesina costarricense, temática en la que coincide con pintores de su generación como Teodorico Quirós Alvarado y Fausto Pacheco. En ellos se observan parejas de campesinos, mujeres vendiendo en el mercado o agricultores en sus faenas. En dos de estas obras, En el bar y Los Músicos, logra casi el abstraccionismo al resolver a las figuras usando formas geométricas, lo que las hace únicas en su género.
Chacón realizó principalmente exhibiciones colectivas entre 1930 y 1975, casi todas en el Museo Nacional de Costa Rica, y una exhibición individual en 1979, en el Museo de Arte Costarricense. La gran mayoría de sus esculturas se encuentran en el exterior en colecciones particulares.